# Yorks stift
Yorks stift (engelska: Diocese of York) är ett stift inom Engelska kyrkan. Stiftet omfattar staden York, östra North Yorkshire och merparten av East Riding of Yorkshire. Det är ett av Engelska kyrkans största stift till ytan.
De första kända biskoparna av York verkade under den romerska ockupationen av Storbritannien på 300-talet. Stiftet anses dock ha grundats först 625-627 e.Kr., som en följd av påve Gregorius I:s mission till England.
På 730-talet utvecklas biskopen av York till ärkebiskop och metropolit för Yorks kyrkoprovins. Som primas för England är ärkebiskopen av York Engelska kyrkans näst främste företrädare, efter ärkebiskopen av Canterbury, som är primas för hela England.
Domkyrka och biskopssäte är York Minster. Katedralen växte fram under medeltiden, och är idag moderkyrka för både stiftet och Yorks kyrkoprovins. Ärkebiskop av York är sedan 2020 Stephen Cottrell.

## Historik

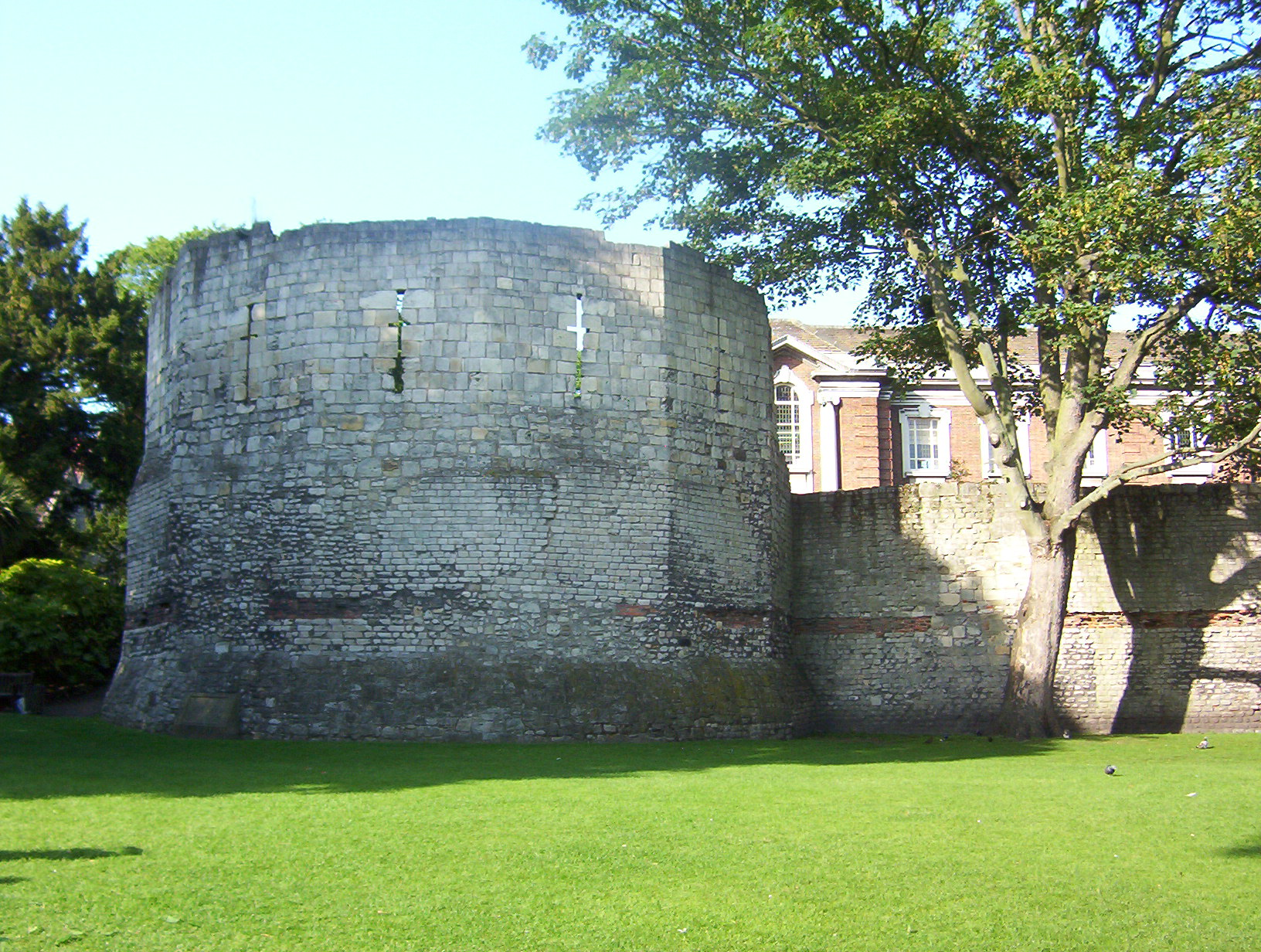
Romersk mur och västra hörntornet av det romerska fortet Eboracum.

### Romersk tid
York grundades som en romersk befästning och stad på 70-talet e.Kr, under namnet Eboracensis. Det romerska namnet lever fortfarande kvar, genom att ärkebiskopen av York skriver under med sitt förnamn följt av förkortningen Ebor.
Det finns inga arkeologiska spår av den tidiga kristna kyrkan i York. Däremot finns anteckningar från Synoden i Arles 314, där det framgår att bland deltagarna fanns "Eborus episcopus de civitate Eboracensis", det vill säga Eborus, biskop i staden York. Biskopar från York deltog även vid synoderna i Nicea (325), Sardica (347) och Ariminus, vilket tyder på en kristen närvaro i staden under större delen av 300-talet.
När Rom lämnade England 410 e.Kr. och anglosaxare övertog delar av landet övergick befolkningen där till hedendom igen. De skriftliga källorna om det kristna inflytande som fanns kvar i England är få, men tonvikten går från biskopar till kloster och ett inflytande från irländska munkar. Det gäller särskilt i öns norra delar. Påve Gregorius I beslutar sig därför för att sända ett 40-tal missionärer till England, och under ledning av Augustinus av Canterbury kommer de till Canterbury 597 e.Kr och etablerar Canterbury stift.
Gregorius I avsåg att etablera en metropolit för södra England och en för norra England, närmare bestämt i det gamla romerska fästet York. Flera av Augustinus missionärer gör missionsresor i norra England. År 625 eller strax därefter fick biskop Paulinus av York uppdraget att eskortera den kristna drottning Æthelburh av Kent till hennes nya man, kungen av Northumbria. Paulinus får döpa kung Edwin i en enkel träkyrka i York. Kungen utser honom också till biskop av York, och börjar bygga den första stenkyrkan på den plats där York Minster är belägen idag.

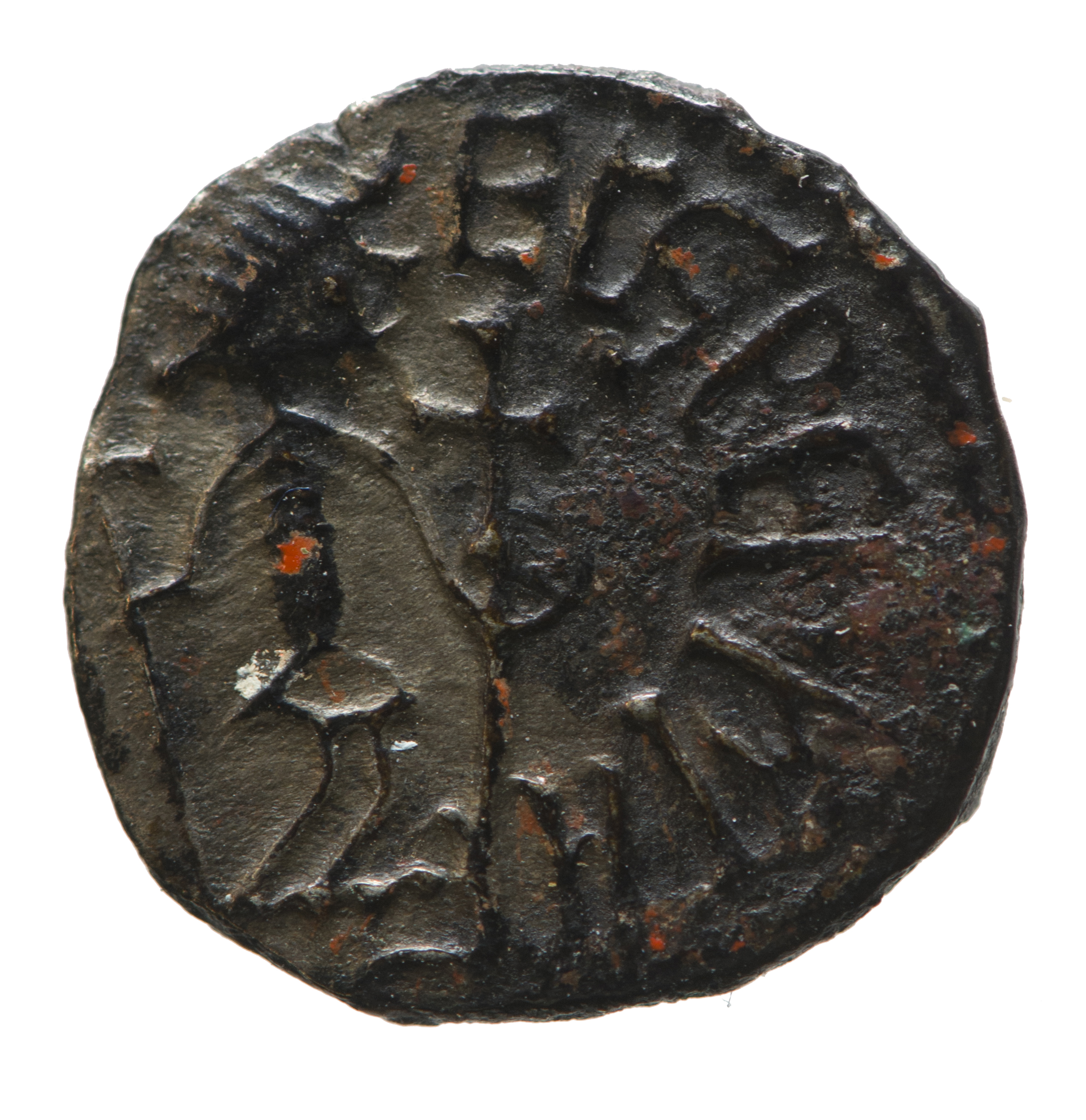
Reverssidan av ett silvermynt, som visar ärkebiskop Ecgbert, stående med två kors.

### Från saxare till normander
Biskop Paulinus av York erhåller visserligen pallium som tecken på sin värdighet som metropolit, men viger aldrig några biskopar och inrättar inga underliggande stift. När kung Edwin dödas år 633 tvingas Paulinus fly från norra England. Under tre decennier har området närmast kontakt med den keltiska biskopen av Lindisfarne. Trots att Gregorius den store hade utsett Augustinus till ärkebiskop och primas över det engelska prästerskapet, vägrar de keltiska biskoparna vid flera möten att acceptera detta.
Den förste egentligen ärkebiskopen av York blir biskop Ecgbert, som mottar pallium av påve Gregorius III år 732. Därmed etableras den norra kyrkoprovinsen, med underlydande biskopar i Worcester, Lindsey, Lincoln, Skottland, Orkneyöarna och Shetlandsöarna. Ecgbert bygger upp Sankt Peters katedralskola och biblioteket i York till högsta europeisk klass. Här utbildas bland andra prästen, poeten och akademikern Alcuin av York.
Under Danelagen är stiftets roll otydlig, och ärkebiskopen av Canterbury har stort inflytande. Under perioden fram till 1360-talet pågår en ständig dragkamp mellan de två primaserna, och det är först under påve Innocentius IV (1352-1362) som frågan slutligt avgörs. De båda ärkebiskoparna av Canterbury och York ska erkännas som metropolit i varandras kyrkoprovinser, när de möts på samma plats ska de gå bredvid varandra. Men medan ärkebiskopen av York får behålla titeln primas av England ska ärkebiskopen av Canterbury hädanefter kallas primas av hela England och vara kyrkans främste företrädare i England.
Den förste normandiska biskopen är Thomas av Bayeux. Han tillträder, efter att Wilhelm erövraren invaderat och plundrat England. Katedralen i York har bränts, och stiftet är raserat och i oordning. Runt 1080 börjar Thomas av Bayeux därför bygga en helt ny katedral i York.

### Reformationen

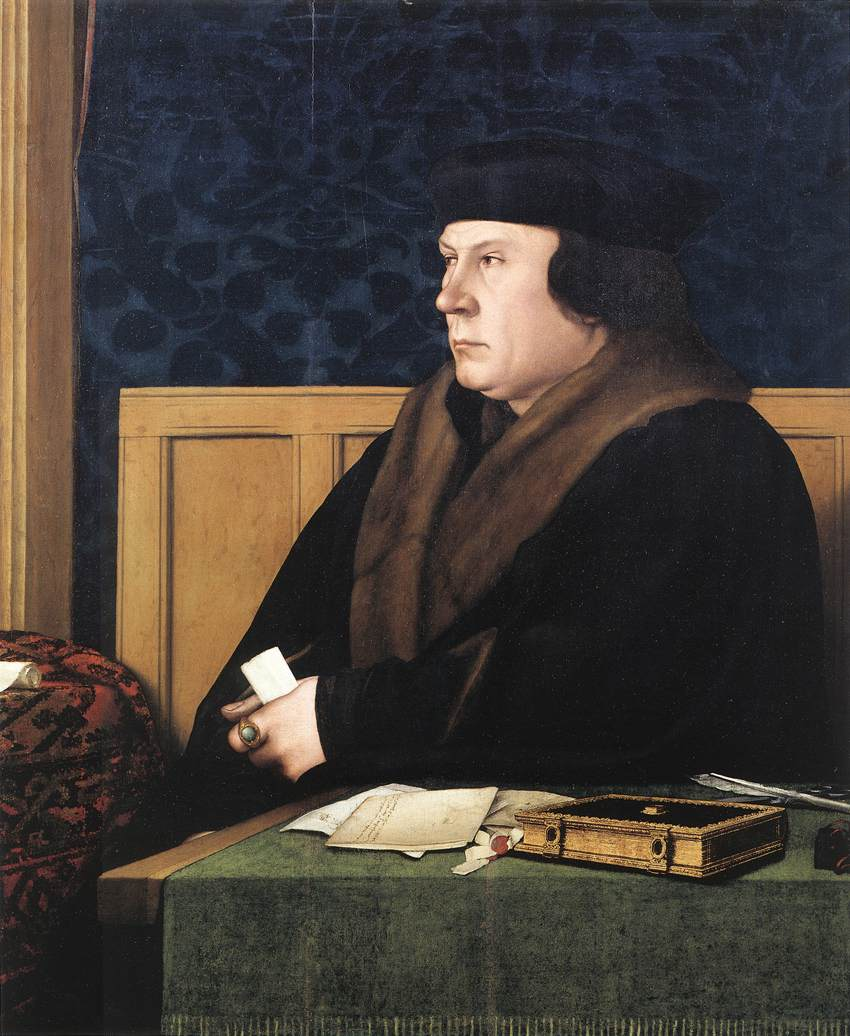
Som kungens generalvikarie hade Thomas Cromwell stor påverkan över genomförandet av Klosterupplösningen som drabbade Yorks stift hårt. Tavlan är målad av Hans Holbein d.y.

Yorks stift spelade en viktig roll under reformationen i England. I stiftet fanns mer än 100 kloster och konvent, bland dem några av Englands största och mest namnkunniga. Det fanns också flera andra, mindre kommuniteter och riddarordnar. Kyrkorna i staden York var kända för sin storlek och skönhet, och i Ripon och Beverley fanns stora kollegiatskyrkor. Många Yorkshirebor var alltså beroende av klostren och kapitlen för sin egen utkomst, som arrendatorer, arbetare eller handelspartners och det fanns en stark samhörighet med den befintliga kyrkan.
Genom 1534 års suprematiakt förklarade parlamentet att kung Henrik VIII var "det enda högsta överhuvudet på jorden över kyrkan i England". Thomas Cromwell utsågs till kungens generalvikarie, och under 1536 började Cromwell upplösa ett antal små religiösa institutioner och dra in deras tillgångar till kronan.  Dessa förändringar, tillsammans med ekonomiska pålagor, konvokationens ändringar i kyrkans lära genom De tio artiklarna och Thomas Cromwells impopularitet, ledde till protester, framför allt bland katolskt troende i norra England.
I Yorkshire blev advokaten Robert Aske ledare för ett uppror som fick namnet Pilgrimage of Grace (ungefär Nådens pilgrimsfärd). I oktober 1536 intog de katolska pilgrimerna staden York och såg till att de munkar och nunnor som drivits ut ur sina kloster kunde återta dem. Upproret samlade upp emot 30 000 pilgrimer i York, och kungen saknade tillräckligt med soldater i området för att återta staden. Upproret spred sig i ytterligare fyra grevskap. Därför förhandlade hertigen av Norfolk med Aske, och utlovade nåd för upprorsmakarna, att ett parlament skulle hållas i York och att klosterupplösningen skulle avbrytas till dess parlamentet hållits. När kungen inte höll löftena tog protesterna fart igen. Denna gång var dock kungen förberedd, och de katolska demonstranterna kunde gripas eller slås ned i mindre grupper. Aske, de adelsmän som stått på hans sida och ett antal abbotar, munkar, biskopar och präster avrättades; totalt var de avrättade över 200 personer. Därmed var Pilgrimage of Grace krossat.
Efter Pilgrimage of Grace förändrades Klosterupplösningen från att avse små institutioner med liten ekonomi eller som avvek från kyrkans lära till att omfatta samtliga kloster och konvent i England. För Yorks stift innebar det att många stora kloster plundrades, deras egendomar drogs in till kronan och själva klosterbyggnaderna jämnades med marken. Inte minst gäller det benediktinerklostret St Mary's Abbey, York alldeles intill York Minster, ett av landets rikaste.
Motståndet mot den nya kyrkan fortsatte i Yorkshire. Under tidigt 1600-tal tog Yorkshireborna Guy Fawkes samt bröderna John och Christopher Wright ledande roller i Krutkonspirationen, ett planerat terrordåd som syftade till att döda kung Jakob I och att återinföra katolicismen i England. Fawkes och Wright var klasskamrater vid Sankt Peters katedralskola. Andra Yorkshirebor var så kallade recusants, det vill säga att de vägrade delta i Engelska kyrkans gudstjänstliv. På 1580-talet dömdes en av dem, Margaret Clitherow, först till fängelse för att ha vägrat gå i den anglikanska kyrkan, och senare till döden för att ha gömt katolska präster i sitt hem, och låtit dem fira katolsk mässa där.

### Geografisk utsträckning
Yorks stift var ursprungligen mycket stort, och omfattade Yorkshire, Nottinghamshire, Derbyshire samt delar av Northumberland, Lancashire, Cumberland och Westmorland.
Under reformationen delade Henrik VIII upp flera stift, och 1541 flyttas ärkediakonatet Richmond från Yorks stift till det nyinrättade Chester stift. Området omfattade Yorkshire Dales, norra Lancashire, södra delen av Westmorland och delar av Cumberland. 
I samband med befolkningsförändringarna under industrialiseringen sker nästa förändring, när the West Riding år 1836 avskiljs som Ripons stift och Notthinghamshire och Derbyshire 1884 blev delar av det nya Southwells stift. År 1914 fördes South Yorkshire till ytterligare ett nytt stift, Sheffield.
Trots alla dessa avstyckningar förblir Yorks stift ett av de geografiskt största inom Engelska kyrkan.

## Organisation

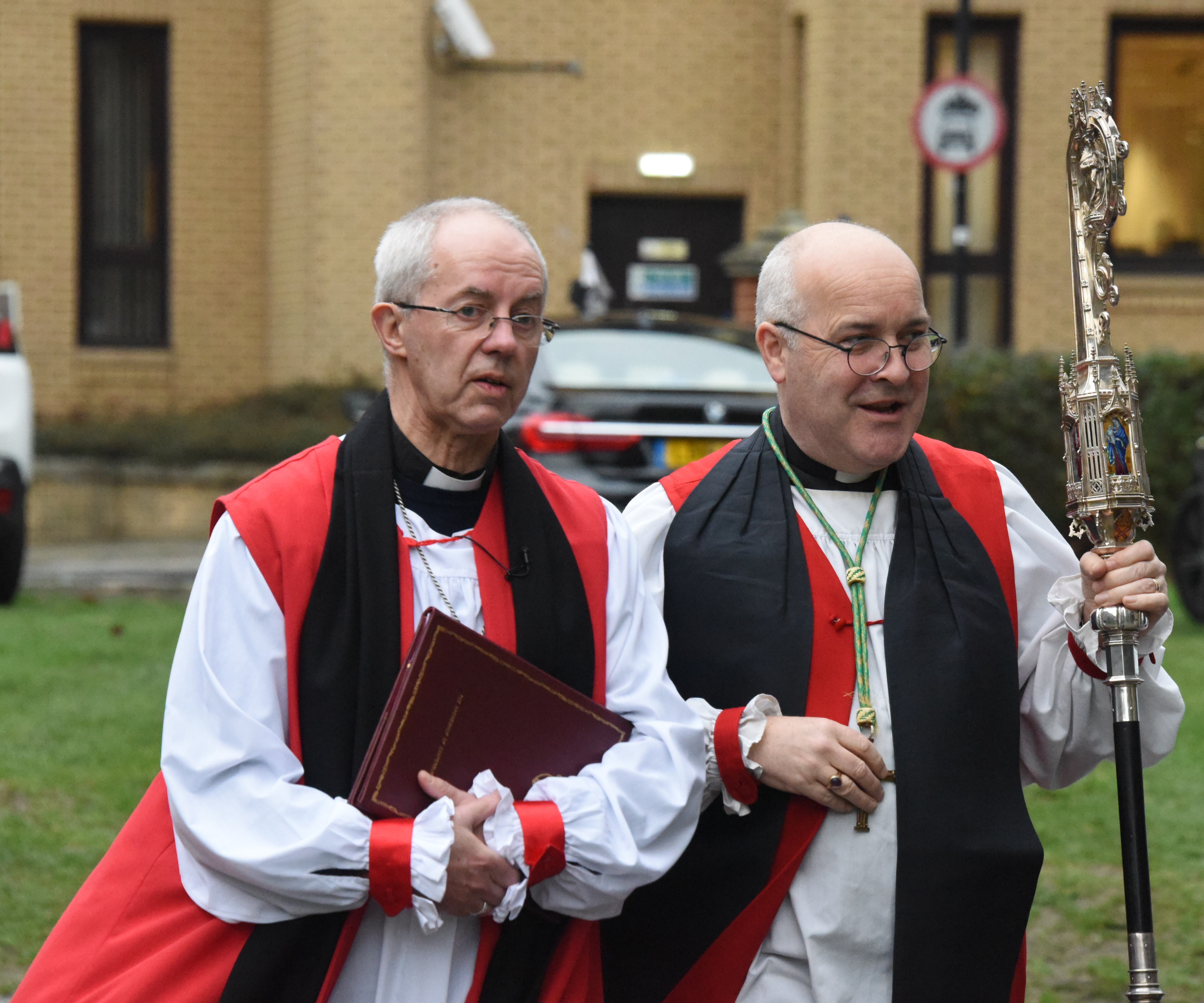
Ärkebiskopen av Canterbury, Justin Welby, och ärkebiskopen av York, Stephen Cottrell.

### Ärkebiskopen av York
Ärkebiskopen av York är stiftsbiskop i Yorks stift, och utövar den pastorala tillsynen av stiftet. Till hjälp finns tre suffraganbiskopar, som delar ansvaret för biskopens tillsyn i stiftet.
Ärkebiskopen är också metropolit för Yorks kyrkoprovins, som omfattar 12 av stiften i England. Metropolit för Canterbury kyrkoprovins är ärkebiskopen av Canterbury, och tillsammans leder de båda ärkebiskoparna Engelska kyrkans generalsynod. Av de två är Canterbury den främste, och tituleras primas för hela England, medan ärkebiskopen av york tituleras primas av England.
Ärkebiskopen är ex officio en av 26 Lords Spiritual i det brittiska parlamentets överhus, House of Lords.
Stephen Cottrell är den nuvarande och 98:e ärkebiskopen av York. Sedan 1533 sker valet av ärkebiskop på monarkens förslag, genom att alla kaniker i York Minster samlas och förrättar val. Till följd av den pågående coronapandemin hölls dock valet för första gången över videolänk 11 juni 2020. Cottrell installerades som biskop den 18 oktober 2020.

### Suffraganbiskopar
Ärkebiskopen av York har tre suffraganbiskopar: biskopen av Whitby, biskopen av Selby och biskopen av Hull. Stiftet har inte fastställt någon formell indelning i biskopsområden, men trots att de tre suffraganerna kan verka i hela stiftet tar var och en av dem informellt ansvar för ett ärkediakonat (se Stiftsindelning nedan). De tre har också ansvar för stiftsgemensamma angelägenheter, och på så sätt är var och en av dem biskopar i hela stiftet.

### Biskopar för alternativ episkopal tillsyn
Från 1992 respektive 2014 tillåter Engelska kyrkan prästvigning och biskopsvigning av kvinnor. Parallellt har kyrkan även erbjudit lösningar för församlingar som av teologiska skäl inte vill betjänas av en kvinnlig präst eller stå under en kvinnlig biskop. Systemet kallas alternativ episkopal tillsyn (engelska Alternative Espicopal Oversight, AEO), och är utformat så att församlingens kyrkoråd kan begära att ställas under en biskop som delar församlingens ämbetssyn.
De biskopar som ansvarar för den alternativa tillsynen kallas Provincial Episcopal Visitors (PEV) och är verksamma i flera stift. En av dessa "flygande biskopar" är suffraganbiskop till ärkebiskopen av York, nämligen biskopen av Beverley. Biskopen av Beverley är verksam i de flesta av stiften i Yorks kyrkoprovins. Sedan 30 november 2022 är Stephen Race biskop av Beverley.
Från början betjänade de flygande biskoparna främst anglo-katolska församlingar, även om de också står till förfogande för andra inriktningar. Sedan kvinnor börjat biskopsvigas har även en biskop med inriktning mot konservativt evangelikalt troende församlingar installerats. Biskopen av Ebbsfleet, som formellt är suffragan till ärkebiskopen av Canterbury, svarar för tillsyn av dessa församlingar i både Canterbury och Yorks kyrkoprovins. Sedan 2023 är Rob Munro biskop av Ebbsfleet.

### Stiftssynod
I Engelska kyrkan är det biskopen som styr stiftet, med råd och samtycke av representanter för stiftets präster och lekmän, samlade i stiftssynoden (eng. Diocesan Synod). Synoden diskuterar de ärenden som rör stiftet eller som biskopen eller Generalsynoden lägger fram för beslut. Det är också stiftssynoden som beslutar om budget och godkänner redovisningen av stiftets ekonomiska förvaltning. Däremot kan stiftssynoden inte formulera kyrkans tro eller lära, det ansvaret vilar på Generalsynoden.
Merparten av ledamöterna i stiftssynoden väljs av ärkediakonaten vart tredje år, medan några ledamöter deltar ex officio eller väljs in av stiftssynoden själv eller av biskopen. Synoden är indelad i biskoparnas, prästernas och lekmännens hus. I huvudsak samlas alla ledamöter gemensamt och beslut fattas med enkel majoritet. Vissa frågor kräver dock majoritet i vart och ett av husen, och när frågor berör präster och lekmän på olika sätt kan husen också hålla separata samlingar och omröstningar. Biskopen har möjlighet att utöva veto i de flesta av synodens beslut.

### Ärkebiskopens råd
Ärkebiskopens råd är ett rådgivande organ för stiftsbiskopen och en permanent kommitté för stiftssynoden. Rådet bereder ärenden och planerar stiftssynodens möten, verkställer synodens beslut, och fattar beslut i dess ställe när synoden inte sammanträder. Ärkebiskopen diskuterar frågor om stiftets ledning med rådet. Rådet kan också utse ledamöter och representanter i andra kommittéer och grupper, och formulerar policy för stiftets inre liv och verksamhet.
I Yorks stift består rådet av 13 ledamöter som deltar ex officio, och 12 ledamöter valda av stiftssynoden och ärkebiskopen. Merparten av rådet utgör också styrelse för den separata juridiska person, Diocesan Board of Finance, som förvaltar stiftets ekonomi på uppdrag av stiftssynoden.
Ärkebiskopens råd ska inte blandas samman med Ärkebiskoparnas råd (Archbishops' Council), som är gemensamt för ärkebiskoparna av Counterbury och York och fungerar som en permanent kommitté till generalsynoden.

### Stiftsindelning
Yorks stift är indelat i tre ärkediakonat, som leds av en ärkediakon. Ärkediakonernas uppdrag är att under en biskops ledning ansvara för att visitera församlingar, övervaka det demokratiska arbetet i kyrkoråd och stiftssynod, stödja och ha tillsyn över präster och diakoner samt fullfölja biskopens ansvar vad gäller kyrkobyggnader och övriga fastigheter. Till varje ärkediakonat är en suffraganbiskop informellt knuten. Samtliga biskopar kan dock tjänstgöra i hela stiftet.
Ärkediakonaten är i sin tur indelade i sex, sju respektive åtta dekanat. Dekanaten leds av en präst som kallas Area Dean (dekan), och en synod bestående av dekanatets präster samt valda lekmän från alla församlingar i området.
| ärkediakonat (Archdeaconries)                  | Dekanat (Deaneries, Rural Deaneries) |
| ---------------------------------------------- | ------------------------------------ |
| Archdeaconry of York Bishop of Selby           | Deanery of Ainsty                    |
| Archdeaconry of York Bishop of Selby           | Deanery of Derwent                   |
| Archdeaconry of York Bishop of Selby           | Deanery of Easingwold                |
| Archdeaconry of York Bishop of Selby           | Deanery of Selby                     |
| Archdeaconry of York Bishop of Selby           | Deanery of South Wold                |
| Archdeaconry of York Bishop of Selby           | Deanery of Southern Ryedale          |
| Archdeaconry of York Bishop of Selby           | Deanery of City of York              |
| Archdeaconry of Cleveland Bishop of Whitby     | Deanery of Guisborough               |
| Archdeaconry of Cleveland Bishop of Whitby     | Deanery of Middlesbrough             |
| Archdeaconry of Cleveland Bishop of Whitby     | Deanery of Mowbray                   |
| Archdeaconry of Cleveland Bishop of Whitby     | Deanery of Northern Ryedale          |
| Archdeaconry of Cleveland Bishop of Whitby     | Deanery of Stokesley                 |
| Archdeaconry of Cleveland Bishop of Whitby     | Deanery of Whitby                    |
| Archdeaconry of the East Riding Bishop of Hull | Deanery of Beverley                  |
| Archdeaconry of the East Riding Bishop of Hull | Deanery of Bridlington               |
| Archdeaconry of the East Riding Bishop of Hull | Deanery of Hull                      |
| Archdeaconry of the East Riding Bishop of Hull | Deanery of Harthill                  |
| Archdeaconry of the East Riding Bishop of Hull | Deanery of North Holderness          |
| Archdeaconry of the East Riding Bishop of Hull | Deanery of South Holderness          |
| Archdeaconry of the East Riding Bishop of Hull | Deanery of Howden                    |
| Archdeaconry of the East Riding Bishop of Hull | Deanery of Scarborough               |

## Skolor
Stiftets skolstyrelse driver och har tillsyn över 125 låg-, mellan- och högstadieskolor.

## Kyrkor och byggnader

### York Minster
York Minster, formellt Sankt Peters katedral och metropolitikyrka i York, är stiftets domkyrka. Som biskopssäte för ärkebiskopen av York är katedralen "moderkyrka" för både Yorks stift och Yorks kyrkoprovins. Samtidigt är katedralen även församlingskyrka för York Minsters församling.
Katedralen återinvigdes 3 juli 1472 efter flera seklers byggnadsarbete. Den är uppförd i gotisk stil, med en bred representation av stilgrepp från epoken. Ovanför Mariakapellet koromgången finns Englands största medeltida målade glasfönster, färdigställt 1408. I det norra tvärskeppet finns De fem systrarnas fönster, där varje glastunga är över 16 meter hög. Ovanför västportiken finns ett rosettfönster i hjärtform, kallat The Heart of Yorkshire.

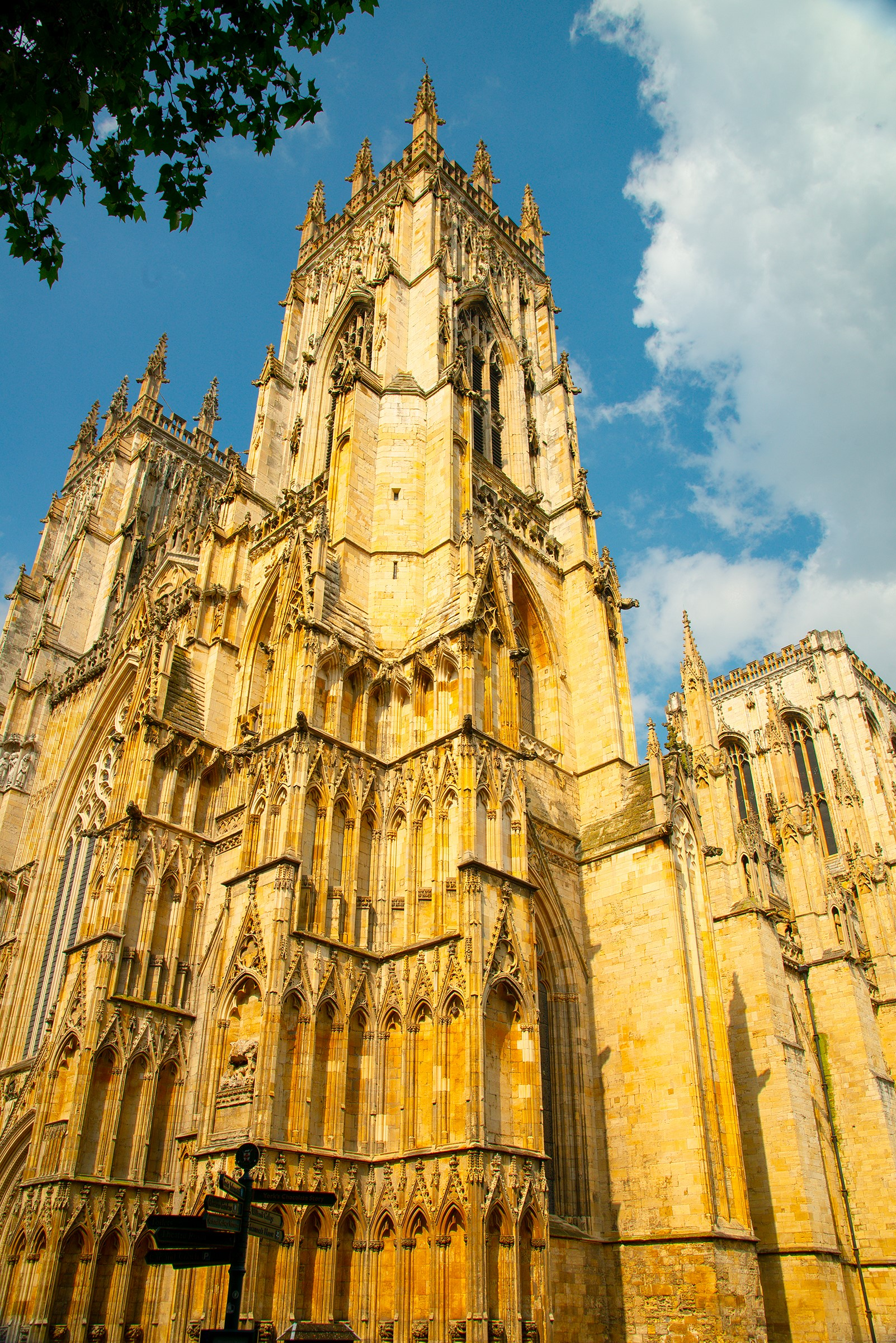
Ett av York Minsters torn, i solnedgång
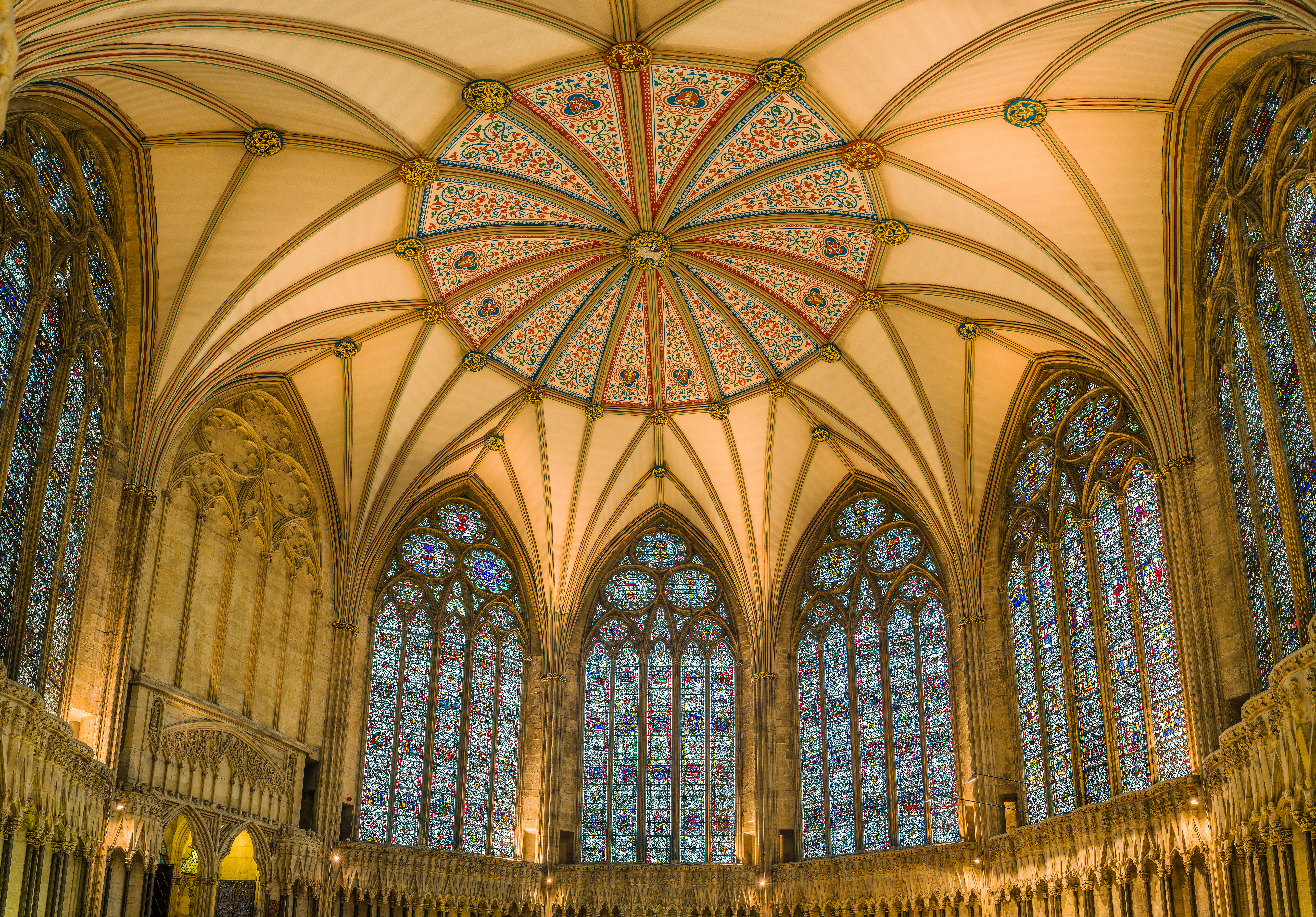
Kapitelhuset
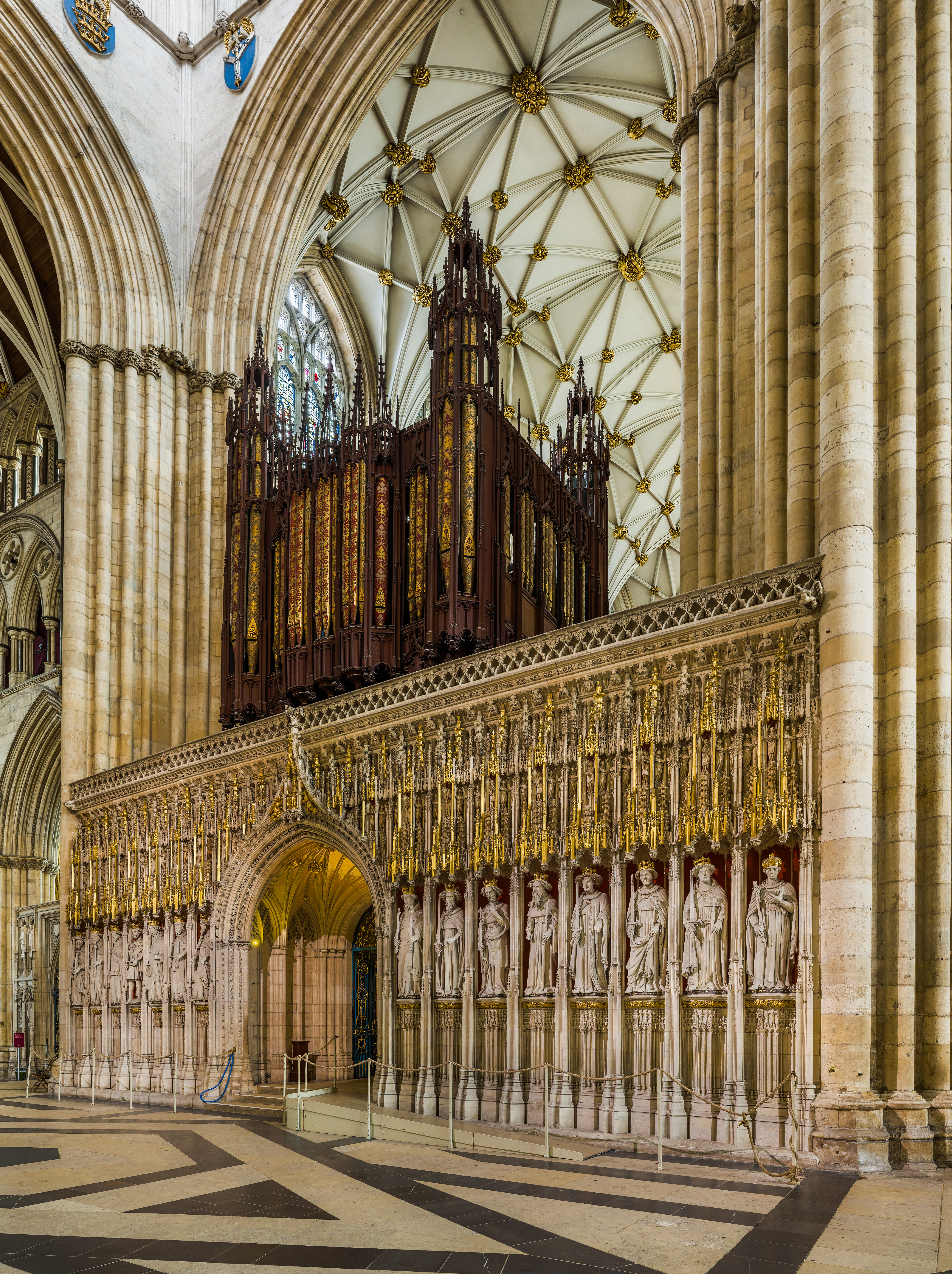
Kungens lektorium. Bakom skärmen skymtar katedralens orgel.
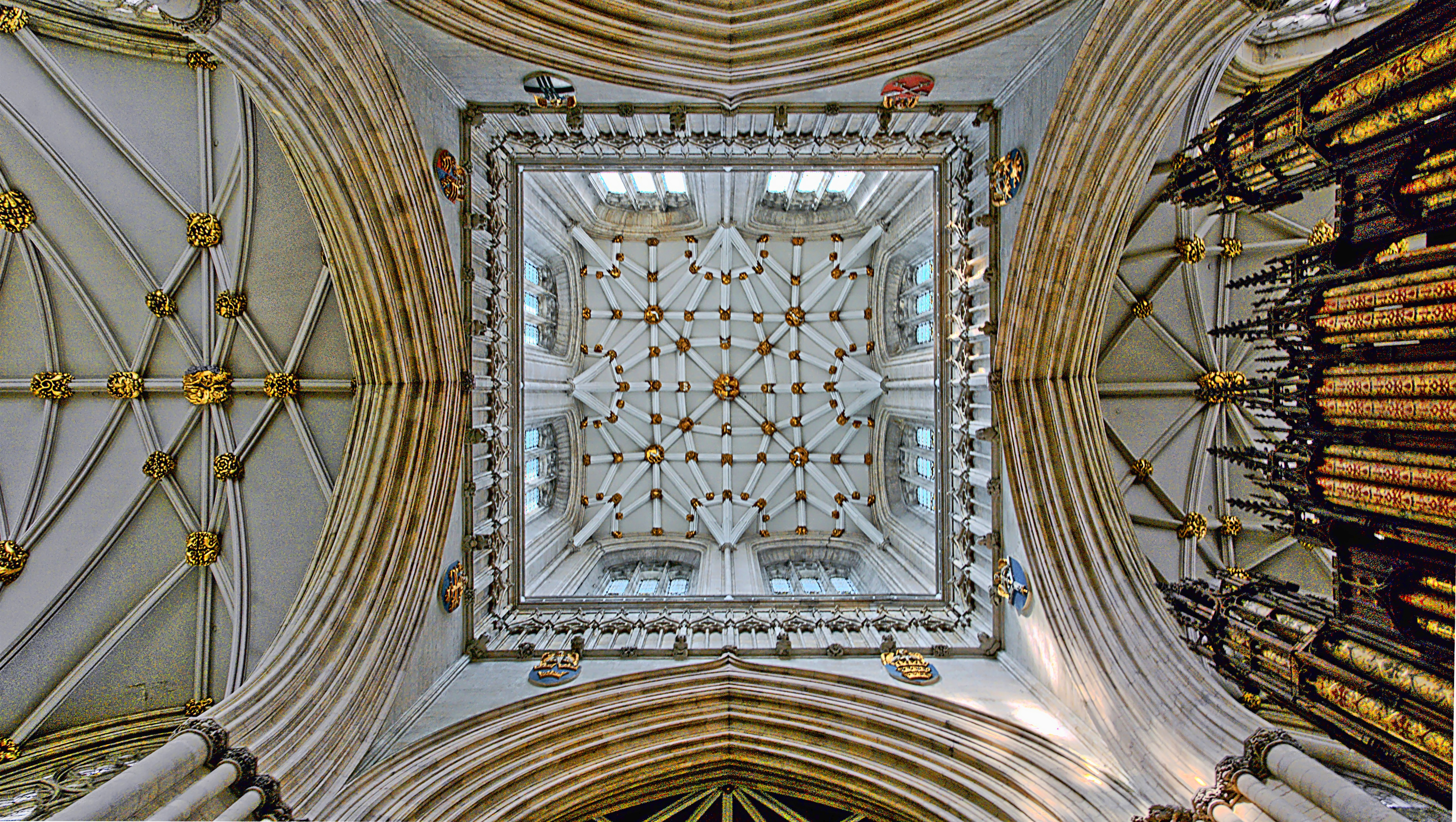
Takvalvet där tvärskepp och långskepp möts.
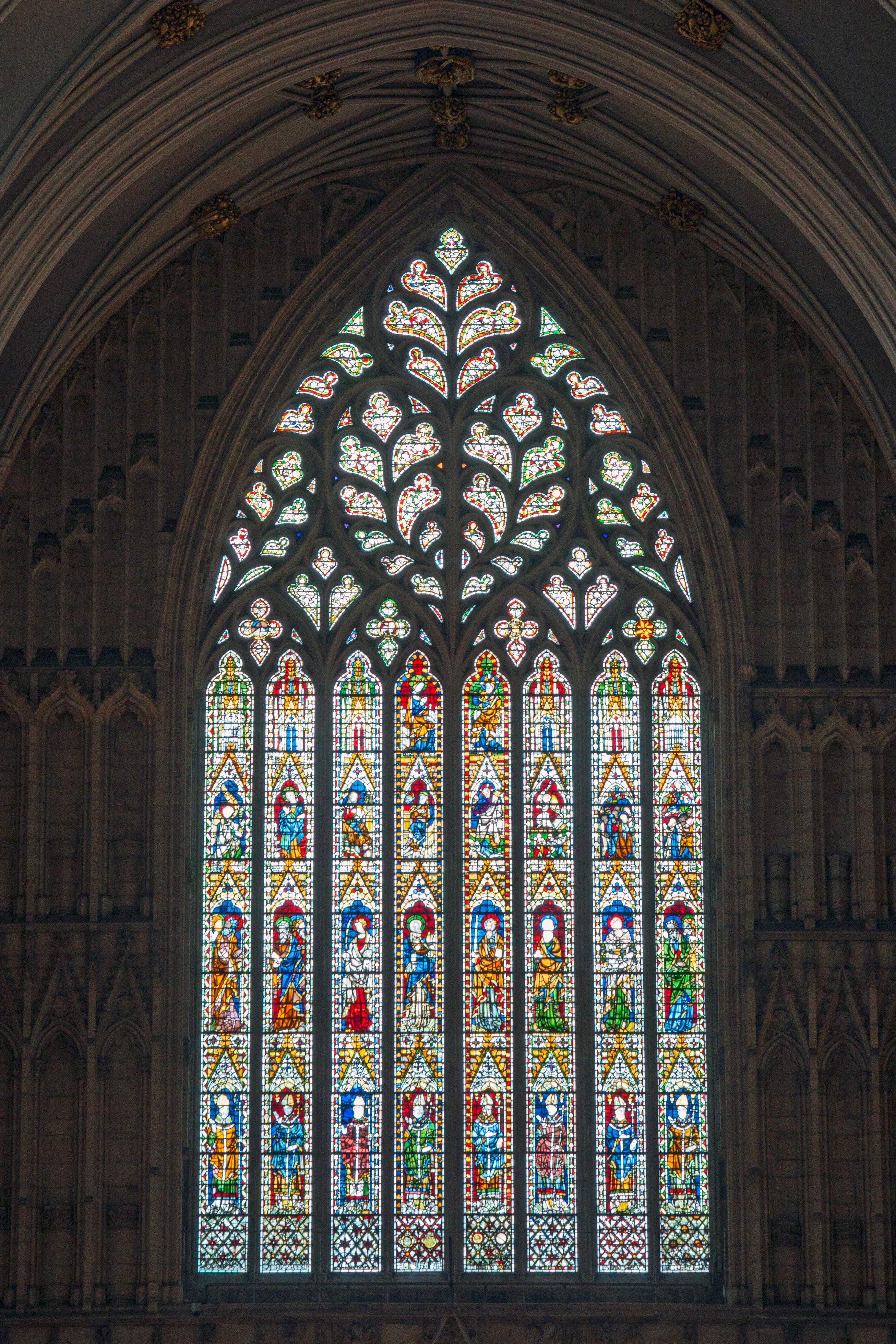
Det stora västra fönstret (1338-39), känt som The Hear of Yorkshire, utfört i engelsk gotik.
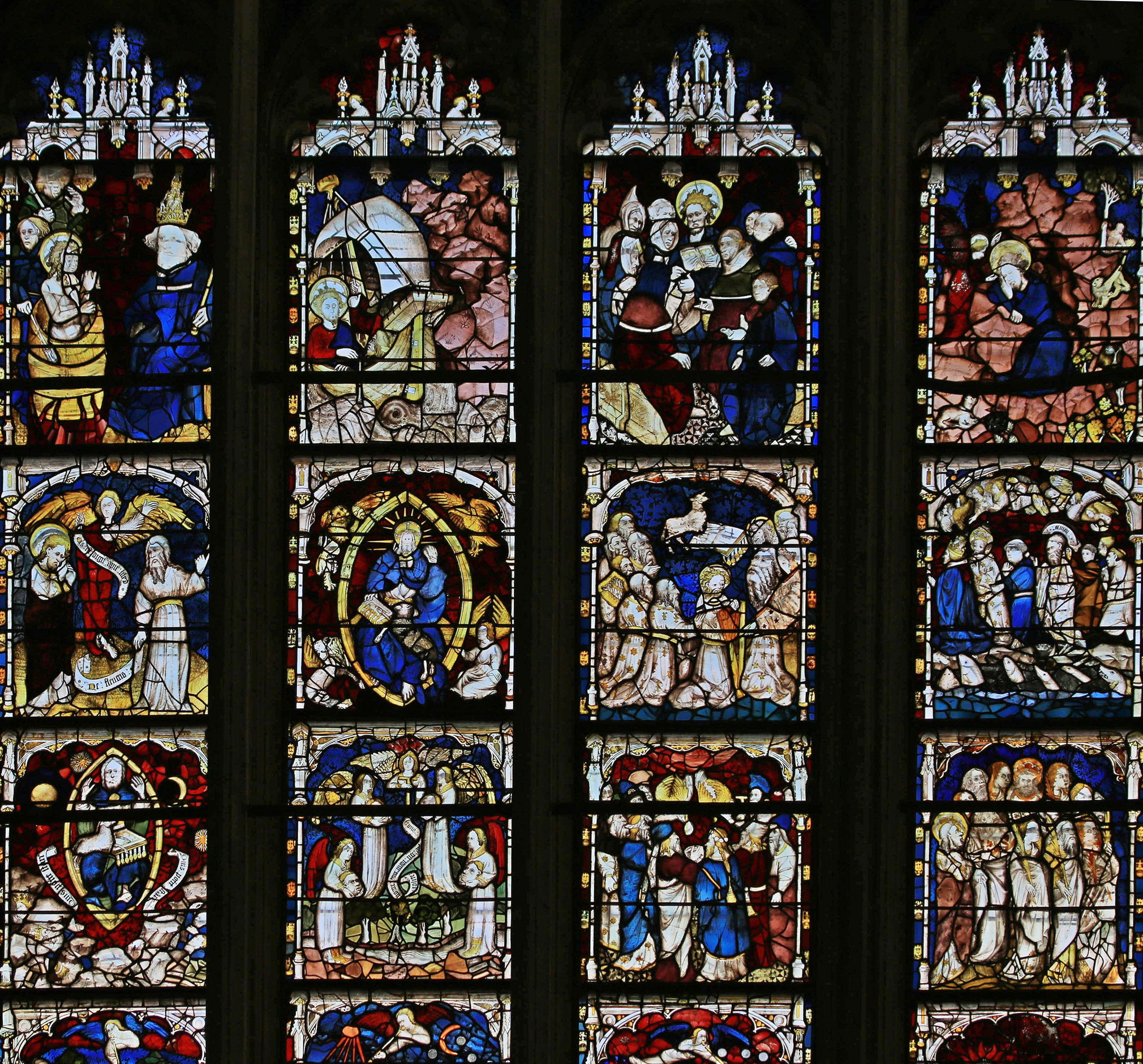
Detalj från det stora östra fönstret, "Apocalypsen" (1405–1408)
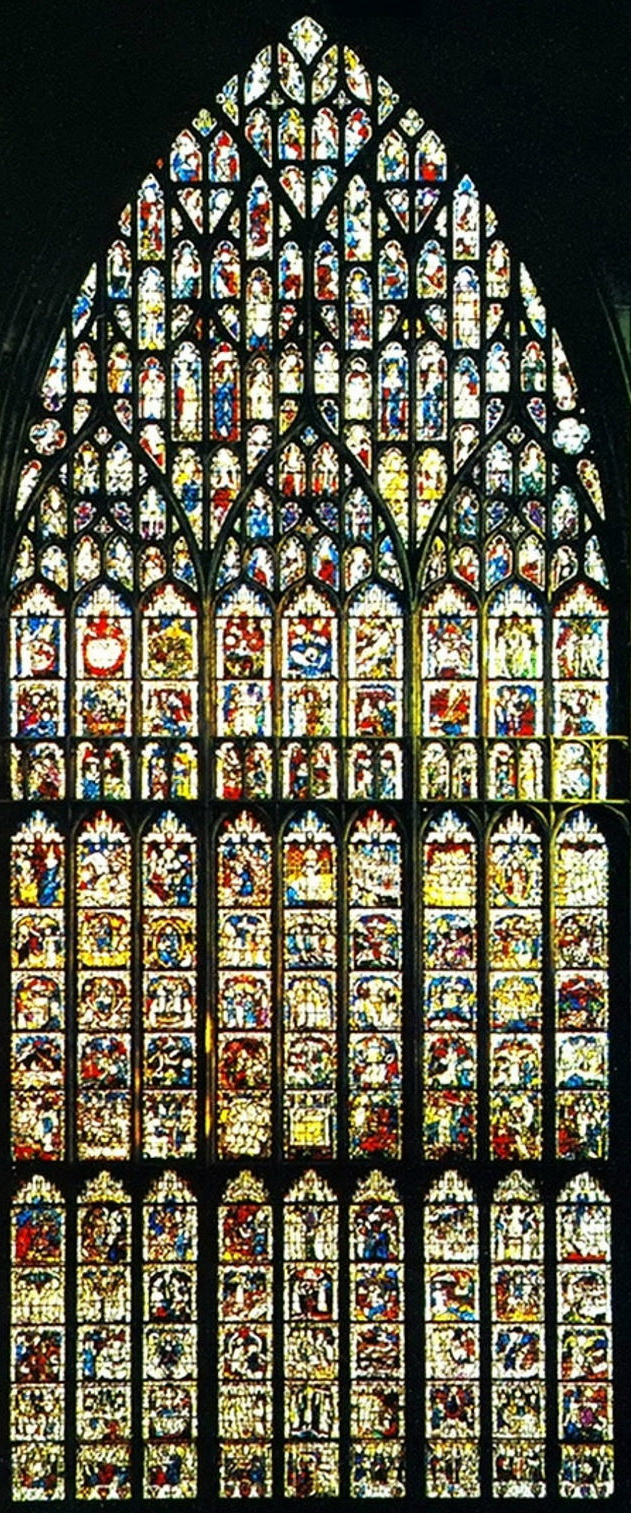
Det stora östra fönstret i York Minster, "Apocalypsen" (1405-1408) i perpendikulärstil
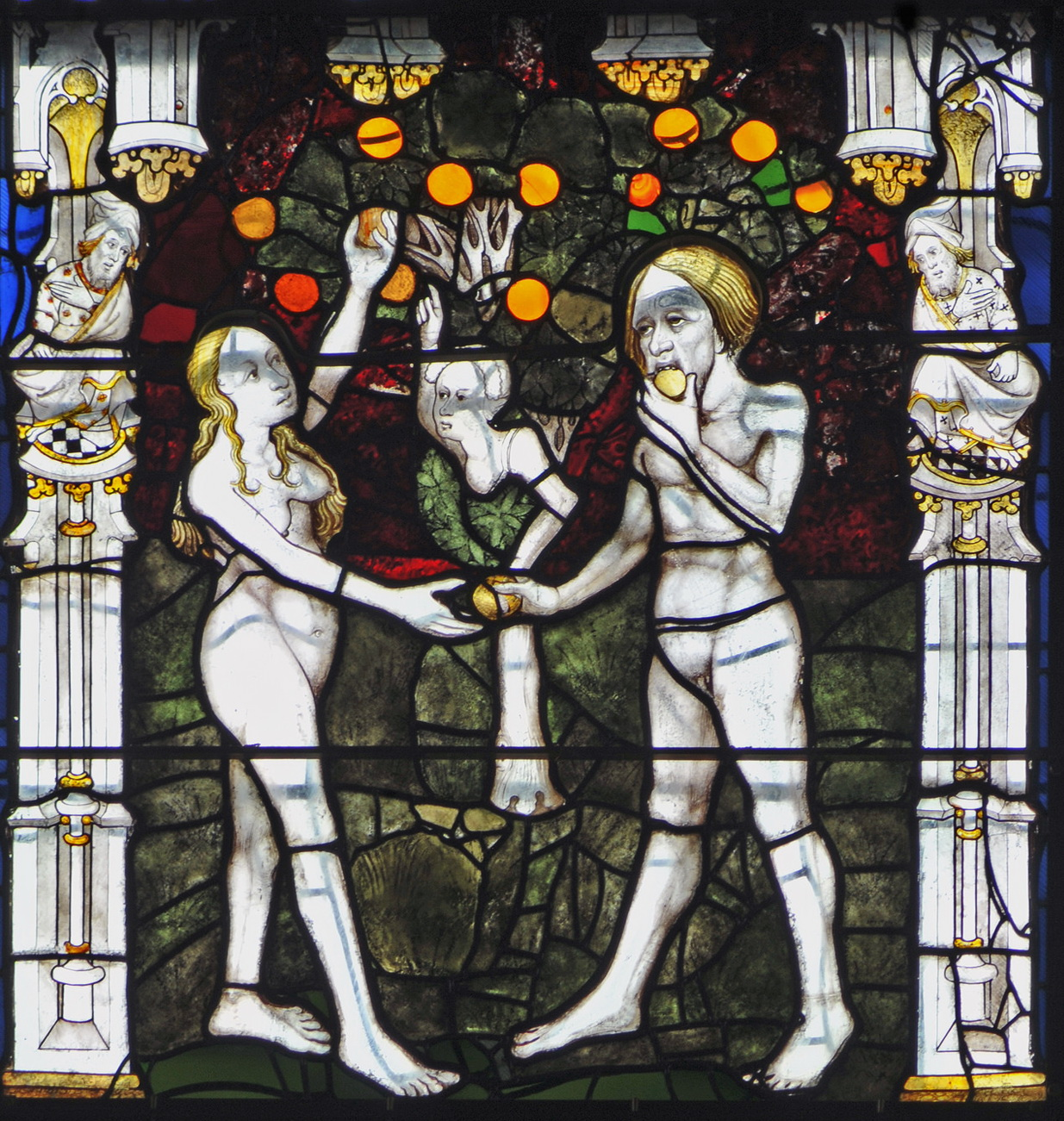
Detalj från det stora östra fönstret, "Adam och Eva, Syndafallet"

### Bishopthorpe Palace

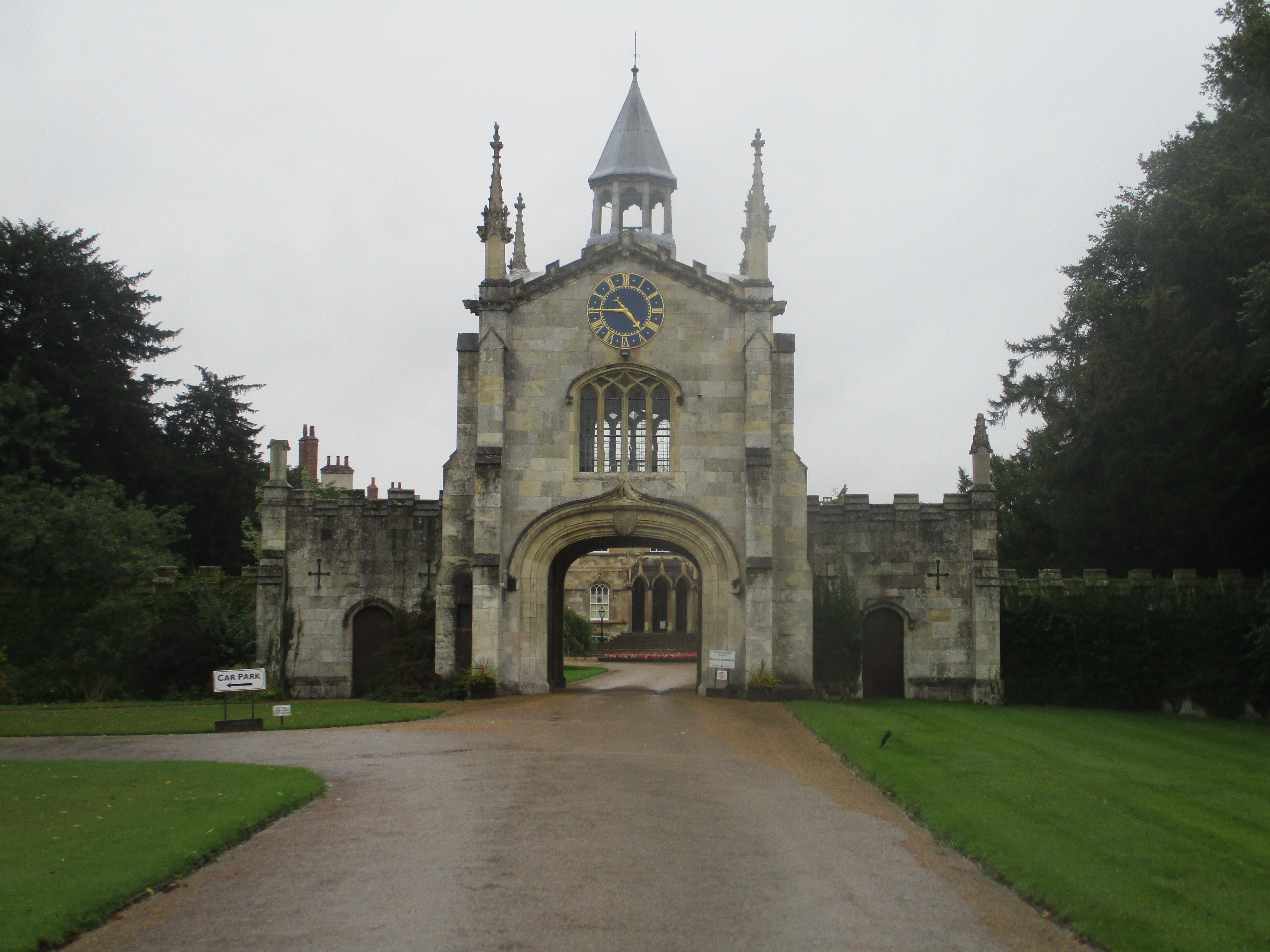
Den förstärkta portiken till Bishopthorpe Palace tillkom på 1760-talet. Urverket restaurerades 2013, exakt 100 år efter att det byggts.

Bishopthorpe Palace är ärkebiskopens av York officiella residens, strax söder om York. Palatset köptes av ärkebiskop Walter de Grey 1226, och med undantag för Protektoratet år 1650-1660, har ärkebiskopen av York bott i huset från 1241 till dags dato.
De äldsta delarna av fastigheten är från 1240-talet. Husen har sedan dess byggts om i omgångar, med den norra flygeln på 1480-talet samt stallar, förstärkt porthus, en ny fasad, entréhall och salong på 1760-talet.
Sedan 1900-talets början har ärkebiskoparna försökt använda palatset på ett mer effektivt sätt. Idag har Bishopthorpe Palace en rad funktioner med ärkebiskopens kansli och arbetsplatser för personal, mötesrum och offentliga ytor, kapell, ärkebiskopens residens och andra personalbostäder samt plats för välgörenhetsverksamhet, retreater, mottagningar med mera.

## Källhänvisningar
1. ↑  ”Who we are” (på engelska). Diocese of York. https://dioceseofyork.org.uk/our-diocese/who-we-are/. Läst 16 oktober 2024.
2. ↑  Haverfield, Francis John (på engelska). Eburācum. "8" (11th ed.). Horace Everett Hooper. sid. 844. https://en.wikisource.org/wiki/1911_Encyclop%C3%A6dia_Britannica/Ebur%C4%81cum. Läst 4 mars 2021
3. 1 2 3 4 5 6  ”Ancient See of York” (på engelska). The Catholic Encyclopedia. New Advent.org (engelska Wikipedia). 1914. https://www.newadvent.org/cathen/15733b.htm. Läst 4 mars 2021.
4. 1 2  ”Anglicanism - Christianity in England” (på engelska). Encyclopædia Britannica, Inc. 26 juli 1999. https://www.britannica.com/topic/Anglicanism#ref40115. Läst 4 mars 2021.
5. ↑  ”Saint Paulinus” (på engelska). Encyclopædia Britannica. Encyclopædia Britannica, Inc. 20 juli 1998. https://www.britannica.com/biography/Saint-Paulinus. Läst 4 mars 2021.
6. 1 2 3 4  ”A brief history of York Minster” (på engelska). Chapter of York. https://yorkminster.org/discover/timeline/. Läst 4 mars 2021.
7. ↑  ”Saint Augustine of Canterbury” (på engelska). Encyclopædia Britannica. Encyclopædia Britannica, Inc. 28 maj 2010. https://www.britannica.com/biography/Saint-Augustine-of-Canterbury. Läst 4 mars 2021.
8. ↑  ”History of St Peter's” (på engelska). St Peter's School, York. https://www.stpetersyork.org.uk/history. Läst 5 mars 2021.
9. 1 2 3  ”The Reformation” (på engelska). UK Parliament. https://www.parliament.uk/about/living-heritage/transformingsociety/private-lives/religion/overview/reformation/. Läst 5 mars 2021.
10. ↑  ”Act of Supremacy 1534, (26 Hen. VIII c. 1)” (på engelska). National Archives. 3 november 1534. http://www.nationalarchives.gov.uk/pathways/citizenship/rise_parliament/transcripts/henry_supremacy.htm. Läst 5 mars 2021.
11. ↑  Elton, Geoffrey R. (20 juli 1998). ”Thomas Cromwell, English statesman” (på engelska). Encyclopædia Britannica. Encyclopædia Britannica, Inc. https://www.britannica.com/biography/Thomas-Cromwell-earl-of-Essex-Baron-Cromwell-of-Okeham. Läst 6 mars 2021.
12. 1 2  Burton, Edwin Hubert (på engelska). Pilgrimage of Grace i The Catholic Encyclopedia. "12". New York, USA: The Encyclopedia Press, Inc. https://en.wikisource.org/wiki/Catholic_Encyclopedia_(1913)/Pilgrimage_of_Grace. Läst 6 mars 2021
13. ↑  ”Pilgrimage of Grace” (på engelska). Encyclopædia Britannica. Encyclopædia Britannica, Inc. 20 juli 1998. https://www.britannica.com/event/Pilgrimage-of-Grace. Läst 6 mars 2021.
14. ↑  Dixon, H. Claiborne (på engelska). The Abbeys of Great Britain. T. W. Laurie. sid. 38-39. https://www.gutenberg.org/files/49087/49087-h/49087-h.htm. Läst 6 mars 2021
15. ↑  ”Guy Fawkes” (på engelska). UK Parliament. https://www.parliament.uk/about/living-heritage/evolutionofparliament/parliamentaryauthority/the-gunpowder-plot-of-1605/overview/people-behind-the-plot/guy-fawkes-/. Läst 7 mars 2021.
16. ↑  ”John and Christopher Wright” (på engelska). UK Parliament. https://www.parliament.uk/about/living-heritage/evolutionofparliament/parliamentaryauthority/the-gunpowder-plot-of-1605/overview/people-behind-the-plot/john-and-christopher-wright/. Läst 7 mars 2021.
17. ↑  ”Margaret Clitherow (1556 - 1586 AD)” (på engelska). History of York. http://www.historyofyork.org.uk/themes/tudor-stuart/margaret-clitherow. Läst 7 mars 2021.
18. ↑  Horn, Joyce M; Smith, David M (på engelska). Chester: Introduction i Fasti Ecclesiae Anglicanae 1541-1857. "Volume 11, Carlisle, Chester, Durham, Manchester, Ripon, and Sodor and Man Dioceses". Mussett, Patrick. London: British History Online. sid. 33-34. https://www.british-history.ac.uk/fasti-ecclesiae/1541-1847/vol11/pp33-34. Läst 7 mars 2021
19. ↑  ”The London Gazette. No. 19426.” (på engelska). The National Archives. 7 oktober 1836. sid. 588. https://www.thegazette.co.uk/London/issue/19426/page/1738. Läst 7 mars 2021.
20. ↑  ”The London Gazette. No. 25315.” (på engelska). The National Archives. 5 februari 1884. sid. 527. https://www.thegazette.co.uk/London/issue/25315/page/527. Läst 7 mars 2021.
21. ↑  ”The London Gazette. No. 28795.” (på engelska). The National Archives. 23 januari 1914. sid. 588. https://www.thegazette.co.uk/London/issue/28795/page/588. Läst 7 mars 2021.
22. 1 2  ”The Diocese of York in the Church of England” (på engelska). Archbishop of York. https://www.archbishopofyork.org/archbishop-york/role-archbishop-york/diocese-york-church-england. Läst 7 mars 2021.
23. ↑  ”The role of the Archbishop of York” (på engelska). Archbishop of York. https://www.archbishopofyork.org/archbishop-york/role-archbishop-york. Läst 7 mars 2021.
24. ↑  ”Bishop Stephen Cottrell to be the next Archbishop of York” (på engelska). Church of England. 17 december 2019. https://www.churchofengland.org/news-and-media/news-and-statements/bishop-stephen-cottrell-be-next-archbishop-york. Läst 7 mars 2021.
25. ↑  ”Election of Bishop Stephen Cottrell as the 98th Archbishop of York” (på engelska). Chapter of York. 11 juni 2020. https://yorkminster.org/latest/election-of-bishop-stephen-cottrell-as-the-98th-archbishop-of-york/. Läst 7 mars 2021.
26. ↑  ”A service of Evensong with the Enthronement of the Archbishop of York” (på engelska). Archbishop of York. 18 oktober 2020. https://www.archbishopofyork.org/news/service-evensong-enthronement-archbishop-york. Läst 7 mars 2021.
27. 1 2  ”House of Bishops’ Declaration on the Ministry of Bishops and Priests, GS Misc 1076” (på engelska) (pdf). Church of England, General Synod, House of Bishops. 19 maj 2014. https://www.churchofengland.org/sites/default/files/2017-11/GS%20Misc%201076%20Women%20in%20the%20Episcopate.pdf. Läst 20 februari 2021.
28. ↑  ”See of Beverley: Parish Directory” (på engelska). See of Beverley. Arkiverad från originalet den 7 mars 2021. https://web.archive.org/web/20210307025331/http://seeofbeverley.org.uk/directory.php. Läst 8 mars 2021.
29. ↑  ”Announcement of New Bishop of Beverley” (på engelska). The Archbishop of York. 12 oktober 2022. https://www.archbishopofyork.org/news/latest-news/announcement-new-bishop-beverley. Läst 3 augusti 2024.
30. ↑  ”Bishops of Maidstone, Ebbsfleet and Oswestry” (på engelska). Church of England. 30 juni 2022. https://www.churchofengland.org/media/press-releases/bishops-maidstone-ebbsfleet-and-oswestry. Läst 3 augusti 2024.
31. ↑  Thornton, Ed (9 december 2022). ”Rob Munro, next Bishop of Ebbsfleet, appointed to serve conservative Evangelicals in the C of E”. Church Times. https://www.churchtimes.co.uk/articles/2022/16-december/news/uk/rob-munro-new-bishop-of-ebbsfleet-appointed-to-serve-conservative-evangelicals-in-the-c-of-e. Läst 3 augusti 2024.
32. ↑  ”Synodical Government Measure 1969 No. 2” (på engelska). legislation.gov.uk. National Archives. 25 juli 1969, uppdaterad t.o.m. 1 september 2020. https://www.legislation.gov.uk/ukcm/1969/2/2020-09-01. Läst 20 februari 2021.
33. ↑  ”Synodical Government Measure 1969 No. 2” (på engelska). legislation.gov.uk. National Archives. 25 juli 1969, uppdaterad t.o.m. 1 september 2020. https://www.legislation.gov.uk/ukcm/1969/2/2020-09-01. Läst 20 februari 2021.  ”A diocesan synod consists of (a) a house of bishops, (b) a house of clergy, and (c) a house of laity.”
34. ↑  ”Synodical Government Measure 1969 No. 2” (på engelska). legislation.gov.uk. National Archives. 25 juli 1969, uppdaterad t.o.m. 1 september 2020. https://www.legislation.gov.uk/ukcm/1969/2/2020-09-01. Läst 20 februari 2021.  ”The standing orders must also include provision (a) that, subject as follows, the assent of the synod is given only if each of the three houses gives its assent; (b) that if the bishop of the diocese so directs on a question other than one on an Article 8 matter referred to the synod, the assent of the house of bishops is given only if the majority of the members who give assent includes the bishop; […]”
35. ↑  ”Synodical Government Measure 1969 No. 2” (på engelska). legislation.gov.uk. National Archives. 25 juli 1969, uppdaterad t.o.m. 1 september 2020. https://www.legislation.gov.uk/ukcm/1969/2/2020-09-01. Läst 20 februari 2021.  ”The standing orders must include provision [...](h) for there to be a bishop's council and standing committee of the synod which has such membership as the standing orders may provide and (i) the functions exercisable by it under section 4(4) of this Measure, and (ii) such other functions as may be conferred by the standing orders or by or under this or any other Measure or by or under Canon.”
36. 1 2  ”Archbishop's Council: who's on it and what do they do?” (på engelska). Diocese of York. Arkiverad från originalet den 21 juni 2021. https://web.archive.org/web/20210621004236/https://dioceseofyork.org.uk/about-us/acsc/archbishops-council/. Läst 7 mars 2021.
37. ↑  ”Legal Responsibilities of an Archdeacon” (på engelska) (pdf). Church of England. 1 november 2017. https://www.churchofengland.org/sites/default/files/2017-11/Statutory%20Duties%20of%20an%20Archdeacon.pdf. Läst 1 mars 2021.
38. ↑  ”York Diocesan Board of Education - An Introduction” (på engelska) (pdf). Diocese of York. https://dioceseofyork.org.uk/uploads/attachment/5169/introduction-to-the-dbe-latest.pdf. Läst 7 mars 2021.[död länk]
39. ↑  ”Creating one of the kingdom’s greatest churches” (på engelska). Chapter of York. https://yorkminster.org/discover/stories/story/creating-one-of-the-kingdoms-greatest-churches/. Läst 8 mars 2021.
40. 1 2  ”Bishopthorpe Palace: A multi-functional building” (på engelska). Archbishop of York. https://www.archbishopofyork.org/archbishop-york/about-bishopthorpe-palace. Läst 8 mars 2021.
41. 1 2  ”History of Bishopthorpe Palace” (på engelska). Archbishop of York. https://www.archbishopofyork.org/archbishop-york/about-bishopthorpe-palace/history-bishopthorpe-palace. Läst 8 mars 2021.